# Allognathus hispanicus
Allognathus hispanicus е вид охлюв от семейство Helicidae. Видът не е застрашен от изчезване.

## Разпространение
Разпространен е в Испания (Балеарски острови).

## Описание
Популацията на вида е стабилна.